# Tisaneur
 (octobre 2024).

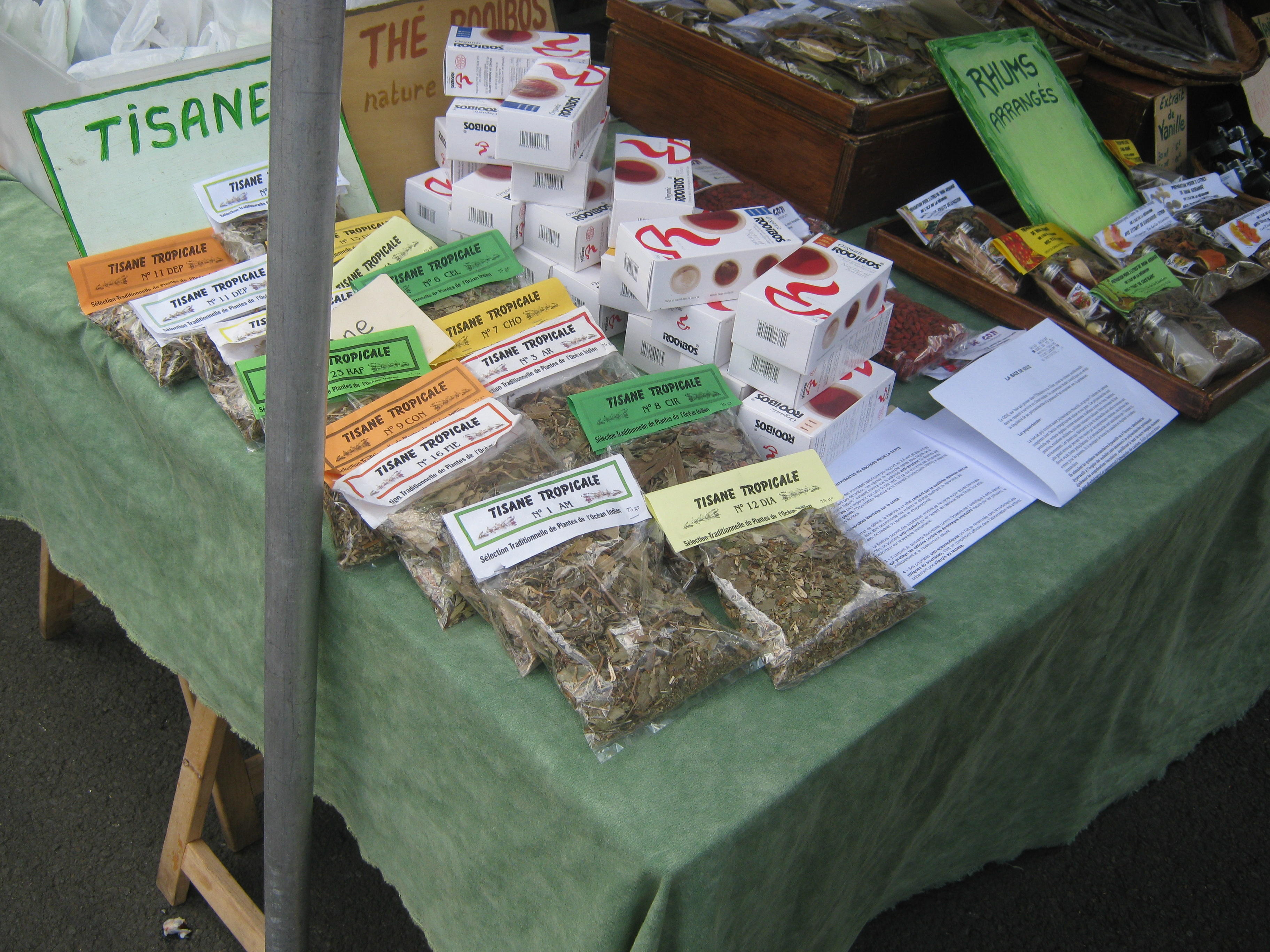
Stand de plantes séchées et mises en sachet pour en faire des tisanes chez soi.

À La Réunion, le tisaneur est une personne qui fabrique des tisanes. Connu de tous, il guérit les individus uniquement à base de plantes. C'est celui tout d'abord, qui cueille et vend ce qu'il a récolté. Mais encore, celui qui vend les plantes achetées à une tierce personne.
Barat, un anthropologue, en donne sa propre définition : pour lui, les tisaneurs « désignent ceux qui connaissent les vertus médicinales des plantes ou sont capables de guérir par des massages accompagnés de prières ».

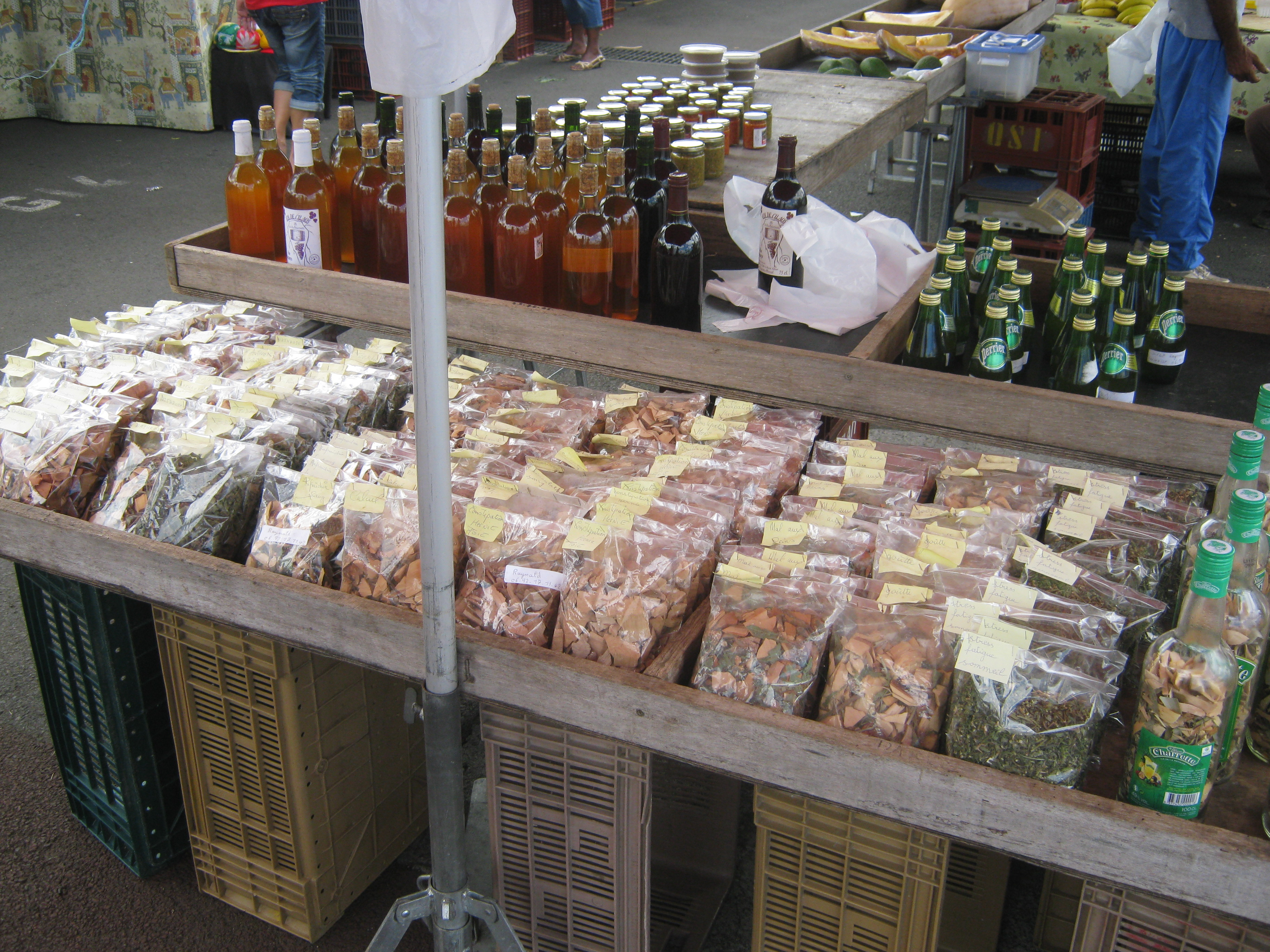
Tisane prête à l'emploi, dosée par le tisaneur puis mise en bouteille.

## Origine et évolution du mot
Le mot « tisaneur » est un néologisme issu du créole réunionnais qui peut qualifier un individu aussi bien féminin que masculin dans le créole réunionnais, où l’on dit « in tizanèr ». En français cependant on a créé un nouveau néologisme pour désigner une femme qui fait de la tisane : la « tisaneuse ». Le terme de « tisaneur » a été inventé en 1982 par Roger Lavergne[réf. incomplète].
En créole, « tisaner » signifie à l'origine « droguer », « empoisonner ». Ce mot était alors connoté de façon négative. Le mot « tisaneur » a au départ également écopé de cet aspect péjoratif. Cependant, le sens du mot évoluant, le tisaneur devient celui qui soigne, qui guérit. Depuis peu, ce mot fait partie intégrante des traditions populaires, pour les touristes visitant l'île.

## Le métier de tisaneur

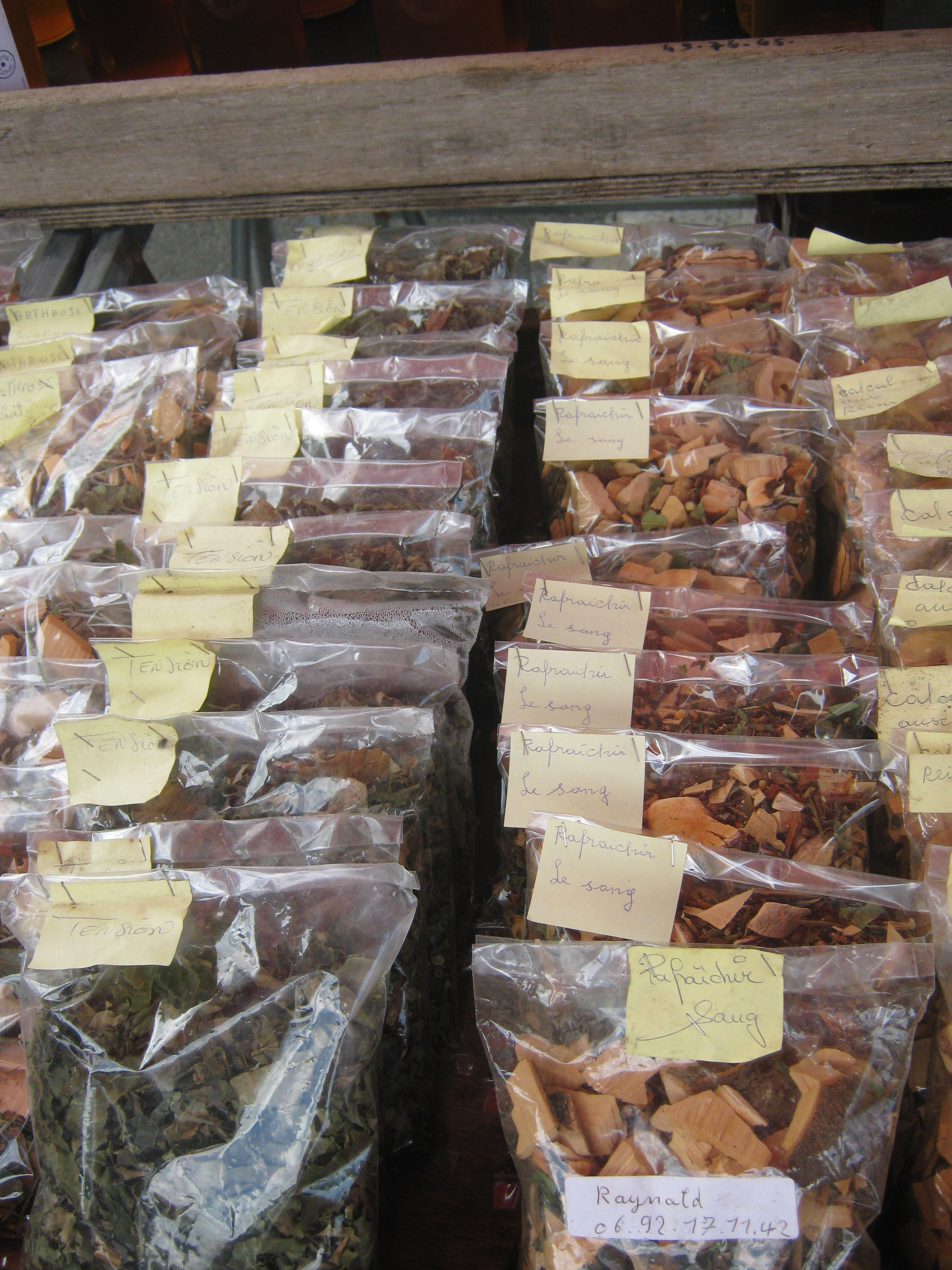
Photo avec les noms de différentes plantes utilisées dans la préparation de tisanes.

Le métier de tisaneur existe depuis toujours[réf. nécessaire], même si le terme a été créé en 1982. Les pratiques du tisaneur relèvent d'un travail établi sur de nombreuses générations. C'est un savoir-faire qui se transmet. Il est au carrefour de plusieurs professions. Ainsi, le tisaneur est également vu comme un magnétiseur, un guérisseur, un herboriste, mais également un cueilleur et un vendeur ou revendeur de plantes. 
Ce métier s'est cependant démocratisé ces cinquante dernières sur l'île de la Réunion. En effet, dans les années 1950, l'île de la Réunion était très peu développée. Il y avait donc très peu de médecins, et peu de moyens de transport pour pouvoir s'y rendre. C'est pourquoi les Réunionnais allaient voir des tisaneurs pour se soigner. D'après les symptômes, le tisaneur préparait avec les différentes plantes présentes sur l'île, et notamment les plantes présentes dans les pépinières, une tisane qui soignait les symptômes. 
Auparavant, le tisaneur était connu officieusement. On les appelait alors les tisaneurs « marrons ». De nos jours, le statut des tisaneurs a évolué, en même temps que celui de la société réunionnaise, il est plus reconnu et peut vivre de ces préparations.